# Plagiostenopterina ochripes
Plagiostenopterina ochripes är en tvåvingeart som beskrevs av Günther Enderlein 1924. Plagiostenopterina ochripes ingår i släktet Plagiostenopterina och familjen bredmunsflugor. Inga underarter finns listade i Catalogue of Life.